# Szojuz TM–19
Szojuz TM–19 (Szojuz –7K–SZTM) orosz háromszemélyes szállító űrhajó.

## Küldetés
Feladata váltólegénységet szállítani a Mir-űrállomásra, a hosszútávú szolgálat folytatásához.

## Jellemzői
Tervezte a GKB (oroszul: Головное контрукторское бюро – ГКБ). Gyártotta a ZAO (oroszul: Закрытое акционерное общество). Üzemeltette (oroszul: Центральный научно-исследовательский институт машиностроения  – ЦНИИМаш).
1994. július 1-jén a Bajkonuri űrrepülőtér indítóállomásról egy Szojuz–U2 juttatta Föld körüli, közeli körpályára. Hasznos terhe 7150 kilogramm, teljes hossza 6,98 méter, maximális átmérője 2,72 méter. Az orbitális egység pályája 88,5 perces, 51,6 fokos hajlásszögű, elliptikus pálya-perigeuma 202 kilométer, apogeuma 222 kilométer volt.
Többszöri pályamódosítással két nap múlva július 3-án megtörtént a dokkolás. 17 év után ez az első alkalom, hogy tapasztalt űrhajós nélkül kapott személyzetet a Mir. A legénység orvosi kísérleteket (a súlytalanság hatása a hosszú távú küldetésre), anyagtudományi kísérleteket, a Föld megfigyelését, asztrofizikai és biotechnológiai kutatásokat végzett. Augusztus 27-én a M–24 teherszállító űrhajó első automata dokkoló kísérlete nem sikerült. A második automatikus kísérletnél augusztus 30-án az űreszköz 2-4 alkalommal beleütközött az űrállomásba, majd elsodródott. Szeptember 2-án Jurij Malencsenko kézi vezérléssel sikeresen kikötötte az űrhajót. A külső kamerák nem találtak káros sérülést az űrállomás falán. A Szeptember 9-én tartott 5 óra 6 perces űrséta is visszaigazolta a kamerák állapotfelmérését. A Szojuz TM–17 okozta hőpajzs sérülését kijavították. A szeptember 14-én tartott űrséta (6 óra 1 perc) során napelem-igazítást és a tudományos munka feltételeit biztosították (anyagkihelyezés- illetve begyűjtés, energiaellátás biztosítása).
1994. november 4-én Arkalik (oroszul: Арқалық) városától 88 kilométerre, hagyományos – ejtőernyős – leereszkedési  technikával  ért Földet. Összesen 125 napot, 22 órát, 53 percet és 36 másodpercet töltött a világűrben. Föld körüli fordulatainak száma 1993.

## Személyzet

### Felszálláskor
- Jurij Ivanovics Malencsenko kutatásért felelős parancsnok  Oroszország
- Talgat Amankeldiuli Muszabajev fedélzeti mérnök  Oroszország

### Leszálláskor
- Jurij Ivanovics Malencsenko parancsnok
- Talgat Amankeldiuli Muszabajev fedélzeti mérnök
- Ulf Dietrich Merbold kutatóűrhajós

### Tartalék személyzet
- Alekszandr Sztyepanovics Viktorenko parancsnok
- Jelena Vlagyimirovna Kondakova fedélzeti mérnök